# 中村明蔵
中村 明蔵（なかむら あきぞう、1935年 - ）は、日本史学者、鹿児島国際大学名誉教授。

## 略歴
福岡県北九州市生まれ。1960年奈良学芸大学卒業、1962年立命館大学大学院日本史学専攻修士課程修了。1994年「隼人と律令国家」で立命館大文学博士。ラ・サール高等学校教諭、鹿児島女子短期大学教授、鹿児島経済大学教授、校名変更で鹿児島国際大学教授。2006年定年、名誉教授。2006年南日本文化賞受賞。
飛鳥・奈良時代における古代律令政府の九州地方南部に対する支配政策、とくに隼人政策についての精緻な研究で知られる。

## 著書
- 『飛鳥の朝廷』 若い世代と語る日本の歴史 4　評論社　1969
- 『熊襲と隼人 西九州の古代社会』若い世代と語る日本の歴史 別巻 1　評論社 1973
- 『隼人の研究』学生社 1977／丸山学芸図書 1993
- 『隼人の楯』学生社 1978
- 『"でる順"つき日本史人名270 マイセレクト 人物中心の重点整理』旺文社 1979
- 『東大の日本史 大学入試シリーズ1982年』教学社 1982。大学入試シリーズ（赤本）
- 『熊襲・隼人の社会史研究』名著出版 1986
- 『南九州古代ロマン ハヤトの原像』丸山学芸図書 1991
- 『隼人と律令国家』名著出版 1993
- 『クマソの虚構と実像 つくり出された反逆者像』丸山学芸図書 1995
- 『古代隼人社会の構造と展開』岩田書院 1998
- 『神になった隼人 日向神話の誕生と再生』南日本新聞社 南日本ブックス 2000
- 『薩摩民衆支配の構造 現代民衆意識の基層を探る』南方新社 2000
- 『隼人の古代史』平凡社新書 2001／吉川弘文館 読みなおす日本史 2019
- 『鑑真幻影 薩摩坊津・遣唐使船・肥前鹿瀬津』南方新社 2005
- 『隼人の実像 鹿児島人のルーツを探る』南方新社 2014
- 『隼人異聞史話 縁の下の古代史』国分進行堂 2015
- 『薩隅今昔史談 隼人が語る歴史の真相』国分進行堂 2016
- 『かごしま歴史探訪 歴史を生んだ現場からの考察』国分進行堂 2017
- 『「さつま」から見る歴史断章 明日を創造する今鏡』国分進行堂 2018

編著
- 『ハヤト・南島共和国』編 春苑堂出版 かごしま文庫 1996

## 論文
- <中村明蔵